# ŽFK Mašinac Niš
Der ŽFK Mašinac Niš (serbisch-kyrillisch ЖФК Машинац ПЗП), aufgrund von Sponsorengründen zurzeit (Stand: 2019) ŽFK Mašinac PZP Niš, ist ein Frauenfußballverein aus der drittgrößten serbischen Stadt Niš. Der Klub ist mit zusammenfassend 24 Meistertiteln und 15 Pokalsiegen (darunter zwölf Double) der erfolgreichste Frauenfußballverein der SFR Jugoslawien, der BR Jugoslawien (sowie von Serbien und Montenegro) und von Serbien.
Der Trainer des 1970 gegründeten Vereines ist der seit 1974 im Amt befindliche Perica Krstić, der somit auch als der erfolgreichste Trainer im serbischen Frauenfußball angesehen werden kann und über 20 Jahre lang auch die Geschicke des serbischen Nationalteams bzw. den Frauennationalmannschaften den Vorgängerstaaten leitete.

## Geschichte
Der Klub wurde im Jahre 1970 gegründet, als sich eine Schülerin der seit 1923 bestehenden Maschinenbauschule Niš (Mašinske tehničke škole) mit ihren Freunden zusammentat, um eine Damenfußballmannschaft zu organisieren. Vier Jahre später übernahm Perica Krstić, zu diesem Zeitpunkt etwa 21 Jahre alt und nach einer kurzen Karriere als Fußballspieler früh ins Traineramt gewechselt, die Stelle als Trainer der Fußballerinnen, die ab diesem Jahr am Spielbetrieb der erstmals ausgetragenen gesamtjugoslawischen Meisterschaft teilnahmen. Abermals vier Jahre später stieg der noch junge Krstić zum Cheftrainer der jugoslawischen Fußballnationalmannschaft der Frauen auf, wo er in den nächsten Jahrzehnten die Geschickte leitete, parallel dazu aber weiterhin Trainer beim ŽFK Mašinac Niš blieb. Anfang der 1980er Jahre erreichte der Klub erste Erfolge auf nationaler Ebene und stieg in der Folgezeit zum dominierenden Frauenfußballverein des Staates auf. Davor zählten für wenige Jahre der ŽFK Sloga Zemun und der ŽNK Dinamo-Maksimir zu den führenden Frauenfußballklubs in Jugoslawien.
Erster Erfolg des ŽFK Mašinac Niš war der Pokalsieg der Saison 1982/83, gefolgt vom Double in der darauffolgenden Spielzeit 1983/84. Danach wurden die Damen aus Niš zum Serienmeister und gewannen sieben der restlichen acht Meisterschaften (1984/85, 1985/86, 1986/87, 1987/88, 1988/89, 1989/90 und 1991/92) bis zur Auflösung der SFR Jugoslawien am 26. April 1992. Einzig und allein 1990/91 konnte sich der ŽNK Dinamo-Maksimir aus Zagreb vor die Frauen aus Niš drängen. Weiters wurde der Verein sechsfacher Pokalsieger der SFR Jugoslawien (1982/83, 1983/84, 1987/88, 1988/89, 1990/91 und 1991/92). Der auf internationaler Eben kaum in Erscheinung tretende Klub wurde im Jahre 1989 Sieger des seit 1973 alljährlich an der Côte d’Azur ausgetragenen Tournoi de Menton; 1998 schaffte es die Mannschaft immerhin noch ins Finale des Turniers und unterlag in diesem den Frauen von RSC Anderlecht knapp mit 0:1. Auch in den Folgestaaten nach Auflösung der SFR Jugoslawien war der ŽFK Mašinac Niš über weitere 20 Jahre der dominierende Klub im nationalen Frauenfußball. Mit dem Einstieg der Tabakfabrik von Niš als Sponsor im Jahre 1990 konnte der Verein auch finanziell weitestgehend abgesichert werden. Die Mannschaft trat ab dieser Zeit als Mašinac Classic Niš in Erscheinung. Bereits 1987 hatte der Klub das neue Stadion in Delijski Vis, einem Stadtteil von Niš, bezogen. Seitdem finden im 5000 Zuschauer umfassenden Stadion Mašinac die Heimspiele der Grün-Weißen statt.
In den Spielzeiten 1992/93, 1994/95, 1995/96, 1996/97, 1997/98, 1998/99, 1999/00, 2000/01 und 2001/02 wurde der ŽFK Mašinac Classic Niš in neun von zehn Spielzeiten Meister der BR Jugoslawien; nur 1993/94 wurde die Mannschaft vom ŽFK Sloga Zemun vom ersten Platz verdrängt. 1994/95, 1995/96, 1996/97 und 1998/99 konnte zudem viermal der Pokal der BR Jugoslawien gewonnen werden. Auch in den Zeiten des vom 4. Februar 2003 bis zum 3. Juni 2006 unter dem amtlichen Namen Serbien und Montenegro bestehenden Staatenbundes war der Klub aus der Industrie- und Handelsstadt der führende Klub und gewann alle vier Meisterschaften. Pokalsieger wurde die Mannschaft jedoch lediglich in der Spielzeit 2002/03. Als in der Saison 2001/02 erstmals der UEFA Women’s Cup (ab 2009/10 UEFA Women’s Champions League genannt) ausgetragen wurde, war der erfolgreiche serbische Klub auch regelmäßig in ebendiesem vertreten. Trotz zumeist guter Leistungen kam der Klub in den Spielzeiten 2001/02, 2002/03 und 2003/04 nicht über einen zweiten Gruppenplatz hinaus. Erst im UEFA Women’s Cup 2004/05 wurde der ŽFK Mašinac Classic Niš Sieger der Gruppe A5 und stieg in die nachfolgende zweite Runde ein. In dieser unterlag die Mannschaft vor heimischen Publikum in Niš jedoch der Konkurrenz und schaffte nur knapp nicht den Einzug ins nachfolgende Viertelfinale. In der Saison 2005/06 wurde Klub mit einer Tordifferenz von 3:15 und null Punkten aus drei Partien abgeschlagener Letzter in der Gruppe B2, in die man erstmals als Landesmeister einer der sechs stärksten Nationen eingestiegen war.
In der 2006/07 ausgetragenen serbischen Frauen-Superliga gehörte der ŽFK Mašinac Niš anfangs immer noch zu den dominierenden Mannschaften des Landes. Als Zweitplatzierter hinter dem ŽFK Napredak Kruševac beendete der Klub die erste offizielle Spielzeit. In ebendieser Spielzeit wurde der Meister der vorangegangenen Saison 2005/06 ein weiteres Mal Gruppenzweiter in der ersten Runde des UEFA Women’s Cup und scheiterte an einem Aufstieg in die zweite Runde. Danach konnte der ŽFK Mašinac Niš in den Saisons 2007/08, 2008/09 und 2009/10 noch dreimal in Serie die serbische Fußballmeisterschaft der Frauen für sich entscheiden. Auf europäischer Ebene scheiterte das Team jedoch weiterhin frühzeitig. Die Gruppe A2 wurde 2008/09 auf dem dritten Platz hinter den Frauen des AZ Alkmaar und dem Glasgow City FC beendet. Als Landesmeister eines der stärksten Verbände stieg der ŽFK Mašinac Niš ein Jahr später ins Sechzehntelfinale der UEFA Women’s Champions League 2009/10 ein und unterlag in diesem mit einem Gesamtergebnis von 0:6 aus Hin- und Rückspiel den Frauen von Olympique Lyon. Bei der letztmaligen Teilnahme an diesem Turnier (2010/11) war für die Serbinnen ebenfalls im Sechzehntelfinale Schluss; mit einem Gesamtscore von 1:12 scheiterte man deutlich an den Arsenal Ladies.
In den Spielzeiten 2007/08, 2008/09, 2009/10 und 2010/11 wurde die Mannschaft zudem serbischer Pokalsieger, ehe die knapp 30-jährige Dominanz der Grün-Weißen nachließ. Mit der Saison 2010/11 begann die zum aktuellen Zeitpunkt (Stand: 2019/20) noch immer andauernde Dominanz des ebenfalls 1970 gegründeten ŽFK Spartak Subotica, der bis zu diesem Zeitpunkt in seiner rund vierzigjährigen Geschichte auf nationaler Ebene kaum aufgefallen war. Die Spielzeit 2010/11 beendete die Mannschaft aus Niš lediglich auf dem dritten Tabellenrang; dies tat sie auch in den nachfolgenden Spielzeiten 2011/12, 2012/13 und 2013/14, wobei in letztgenannter Saison vom Verband zwei Punkte abgezogen wurden (ansonsten hätte der Verein die Saison noch als Vizemeister abgeschlossen). In der Saison 2014/15 rangierte der ŽFK Mašinac Niš im Endklassement sogar auf dem vierten Tabellenrang der regulären Spielzeit, was die schlechteste Platzierung seit Jahrzehnten bedeutete. Aufgrund der vor Beginn dieser Spielzeit stattgefundenen Ligareform trat die Mannschaft daraufhin noch in der Meisterschaftsrunde, in denen die ersten vier Mannschaften antraten (im Gegenzug dazu spielten die vier Mannschaften, mit den wenigsten Punkten des Grunddurchgangs, in der Relegationsrunde gegeneinander), in Erscheinung. In den sechs hierbei gespielten Partien kamen die Frauen von Mašinac Niš mit jeweils zwei Siegen, zwei Unentschieden und zwei Niederlagen immerhin noch auf den zweiten Platz hinter dem unumstrittenen Meister Spartak Subotica.
2015/16 schaffte des die Mannschaft mit zwölf Siegen und zwei Niederlagen aus dem Grunddurchgang als Zweitplatzierter hinter dem ŽFK Spartak Subotica, der alle 14 Partien des Grunddurchgangs gewann, in die Meisterschaftsrunde. In dieser belegte die Mannschaft am Ende nach zwölf weiteren Spielen erneut den zweiten Platz hinter dem Klub aus Subotica im Norden Serbiens. Die nachfolgenden Spielzeiten 2016/17, 2017/18 und 2018/19 beendete der ŽFK Mašinac Niš daraufhin jeweils auf dem dritten Tabellenplatz. Aktuell (Stand: Dezember 2019) rangiert der Frauenfußballverein aus Niš ebenfalls auf dem dritten Platz der Superliga 2019/20, die sich zum aktuellen Zeitpunkt (Stand: Dezember 2019) gerade in der Winterpause befindet.

## Erfolge

### Nationale Meisterschaft
- 8 × Meister der SFR Jugoslawien: 1983/84, 1984/85, 1985/86, 1986/87, 1987/88, 1988/89, 1989/90 und 1991/92
- 9 × Meister der BR Jugoslawien: 1992/93, 1994/95, 1995/96, 1996/97, 1997/98, 1998/99, 1999/00, 2000/01 und 2001/02
- 4 × Meister von Serbien und Montenegro: 2002/03, 2003/04, 2004/05 und 2005/06
- 3 × Meister von Serbien (Frauen-Superliga): 2007/08, 2008/09 und 2009/10

### Nationaler Pokal
- 6 × Pokalsieger der SFR Jugoslawien: 1982/83, 1983/84, 1987/88, 1988/89, 1990/91 und 1991/92
- 4 × Pokalsieger der BR Jugoslawien: 1994/95, 1995/96, 1996/97 und 1998/99
- 1 × Pokalsieger von Serbien und Montenegro: 2002/03
- 4 × Pokalsieger von Serbien: 2007/08, 2008/09, 2009/10 und 2010/11

### Tournoi de Menton
- Sieger des Tournoi de Menton: 1989

### UEFA Women’s Cup/UEFA Women’s Champions League
- 10 Teilnahmen an der UEFA Women’s Cup/UEFA Women’s Champions League: 2001/02, 2002/03, 2003/04, 2004/05, 2005/06, 2006/07, 2007/08, 2008/09, 2009/10 und 2010/11